# Мальгин, Олег Николаевич
Олег Николаевич Мальгин (05 марта 1937- 29 сентября 2023) — горный инженер, учёный в области открытой разработки месторождений полезных ископаемых, лауреат Государственной премии СССР (1977)., доктор технических наук, действительный член Академии горных наук, член редакционной коллегии «Горного журнала»

## Биография
Родился 05.03.1937 в Пржевальске в семье учителя географии.
Окончил Среднеазиатский политехнический институт по специальности горный инженер (1959).
С 1959 по 2009 год работал на Навоийском горно-металлургическом комбинате (Узбекистан): до января 1961 г. горный мастер п/я №3 (г. Навои), затем начальник участка, главный инженер карьера, начальник карьера № 5 Северного рудоуправления, начальник Северного рудоуправления (Учкудук), с 1969 г. главный инженер Центрального рудоуправления ((г. Зарафшан), с 1970 заместитель, затем начальник горного отдела (г. Навои), с 1976 г. начальник Центральной научно-исследовательской лаборатории, с 1984 по 2009 год заместитель главного инженера комбината по горным работам.
Кандидат технических наук (1982). Доктор технических наук (2004), тема диссертации «Научно-техническое обоснование стратегии разработки сложноструктурных месторождений глубокими карьерами: На примере карьера Мурунтау».
Сочинения:
- Кучерский Н. И., Мальгин О. Н., Лукьянов А. Н., Мазуркевич А. П., Сытенков В. Н., Филиппов С. А. Совершенствование процессов открытой разработки сложноструктурных месторождений эндогенного происхождения. Монография. Издательство «Фан» Академии наук Республики Узбекистан. Ташкент. 1998. 254 стр.
- Мальгин О. Н., Шеметов П. А., Лашко В. Т., Коломников С. С. Совершенствование циклично-поточной технологии горных работ в глубоких карьерах. Монография. Издательство «Фан» Академии наук Республики Узбекистан. Ташкент. 2002. 144 стр.
- Мальгин О. Н., Рубцов С. К., Шеметов П. А., Шлыков А. Г. Совершенствование технологических процессов буровзрывных работ на открытых горных работах Монография. Издательство «Фан» Академии наук Республики Узбекистан. Ташкент. 2003. 200 стр.
- Мальгин О. Н., Сытенков В. Н., Шеметов П. А. Циклично-поточная технология в глубоких карьерах. Монография. Издательство «Фан» Академии наук Республики Узбекистан. Ташкент. 2004. 336 стр.

Лауреат Государственной премии СССР (1977, за освоение месторождения Учкудук) — в составе коллектива: Л. М. Демич, Л. Д. Ефанов, Б. Н. Зиздо, О. Н. Мальгин, П. Л. Нижников, А. А. Петров, Б. И. Шварцман, А. П. Щепетков — НГМК; В. В. Михайлов — Первое Главное управление; Л.Х Мальский, Л. Г. Подоляко — проектный институт.
Заслуженный работник промышленности Республики Узбекистан. Награждён орденом Трудового Красного Знамени, медалями, в том числе серебряной медалью ВДНХ (1985 - за разработку и внедрение комплекса ЦПТ на карьере Мурунтау), знаками «Шахтерская слава» трёх степеней.
Скончался 29 сентября 2023 г.